# کلیسای سایلدپولنس

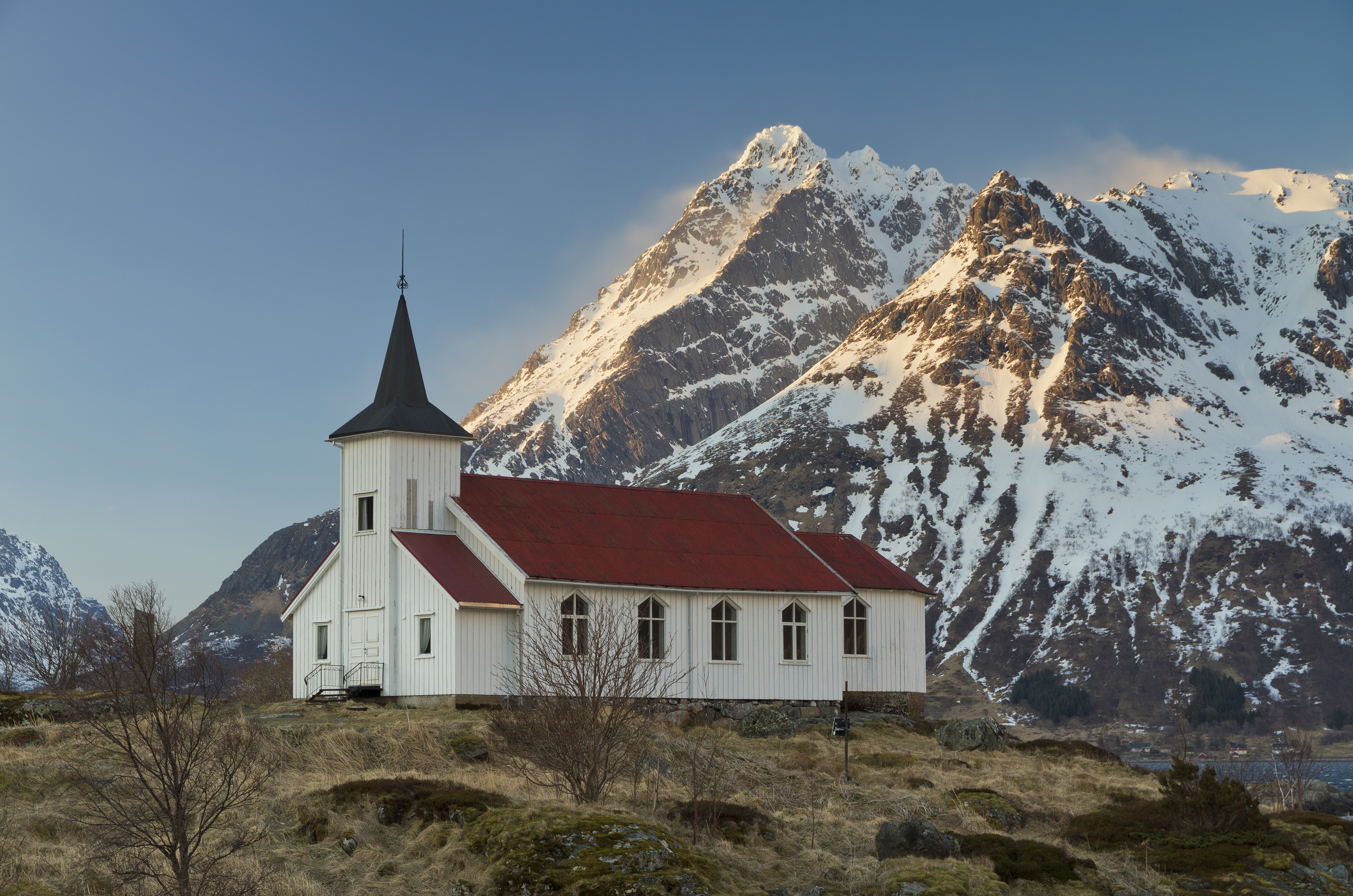
کلیسای سایلدپولنس

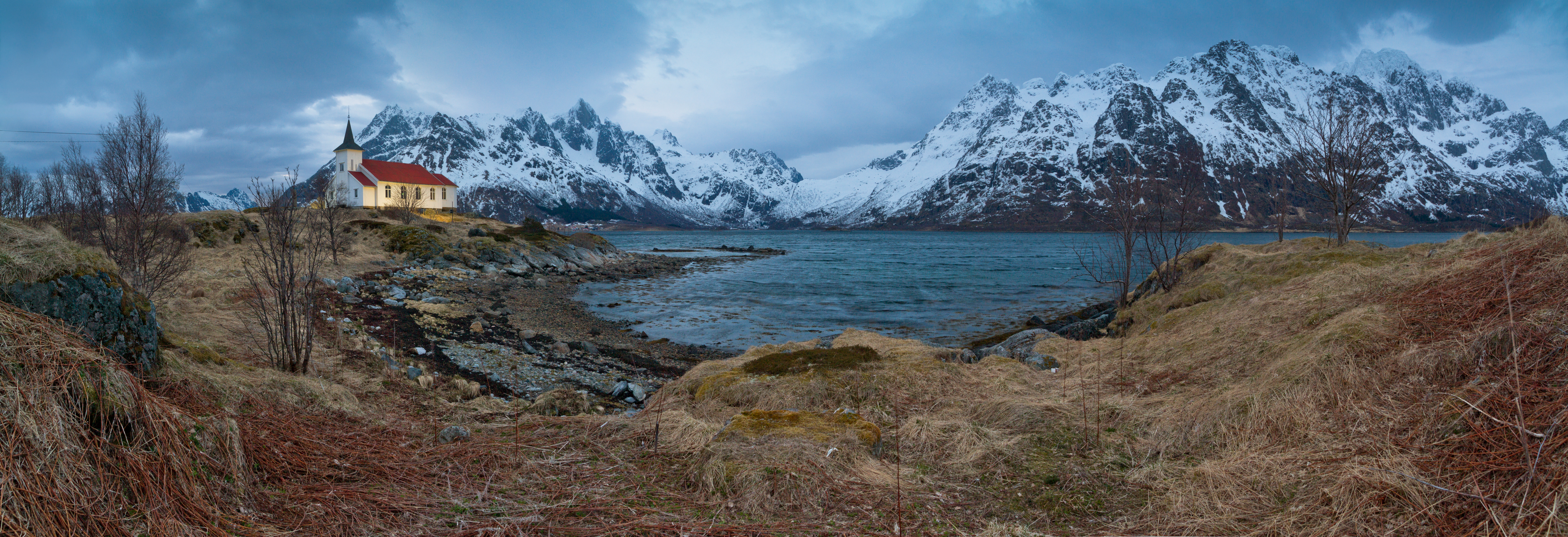
نگاره‌ای پهن از کلیسای سایلدپولنس و طبیعت پیرامونش در مجمع‌الجزایر لوفوتن در فصل بهار

کلیسای سایلدپولنس (به انگلیسی: Sildpollnes Church) (به نروژی: Sildpollnes kirke) نمازخانه‌ای از کلیسای نروژ در شهرداری وگان در استان نوردلاند، کشور نروژ می‌باشد. این نمازخانهٔ سفید و چوبی در سال ۱۸۹۱ به سبک کلیساهای نروژی ساخته شده‌است.

## نگارخانه

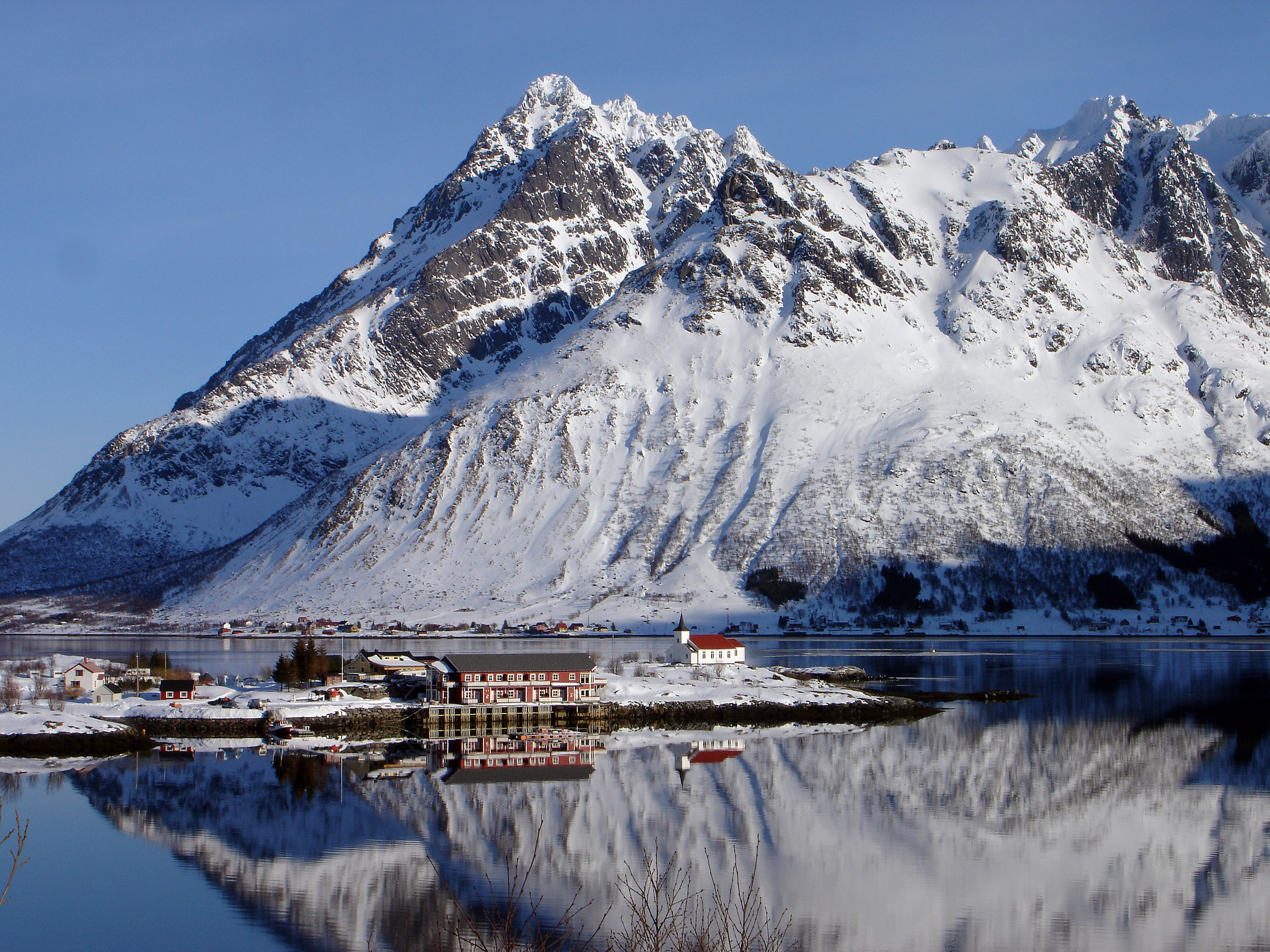
منظره کلیسا